# Chango bij Korporaal
Chango bij Korporaal – osada (buurt)  w dzielnicy Seru Lora miasta Willemstad, w dystrykcie Willemstad, w kraju autonomicznym Curaçao, należącym do Holandii, w Ameryce Południowej. 20 października 2023 r. liczyła 55 mieszkańców. Zarówno pod względem powierzchni jak i liczby mieszkańców, jest najmniejszą osadą w dzielnicy. 